# آی‌ای‌آر-۲۲
آی‌ای‌آر-۲۲ (به انگلیسی: IAR-22) یک هواپیمای ساختِ کارخانهٔ ایندوستریا آئروناتیکا رومانا و براشوو در کشور رومانی است. این هواپیما در ۱۹۳۴ میلادی نخستین پرواز خود را انجام داد.